# Apaturinae
Apaturinae là một phân họ trong Họ Bướm giáp. Phân họ này có 20 chi.

## Hình ảnh

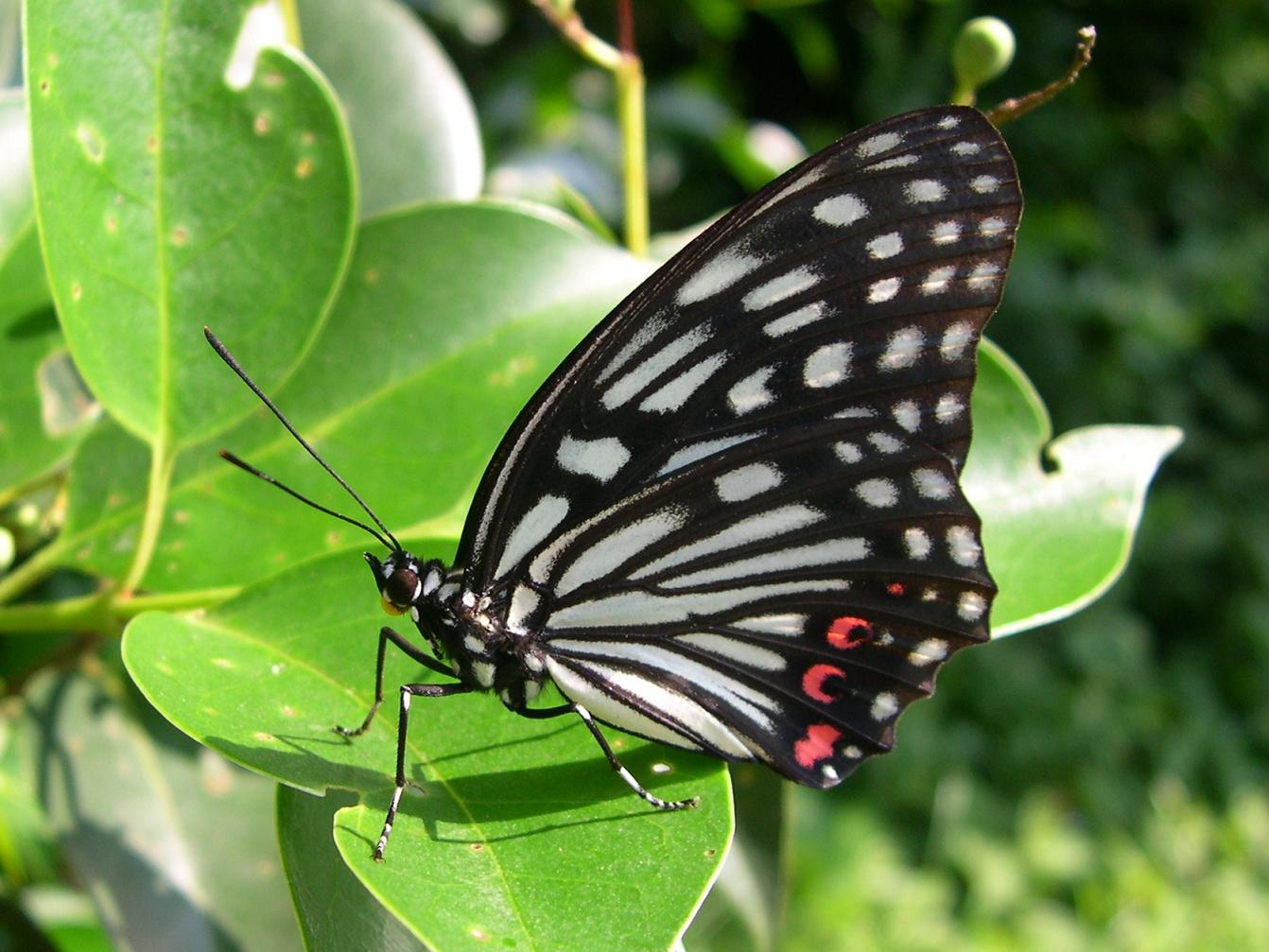
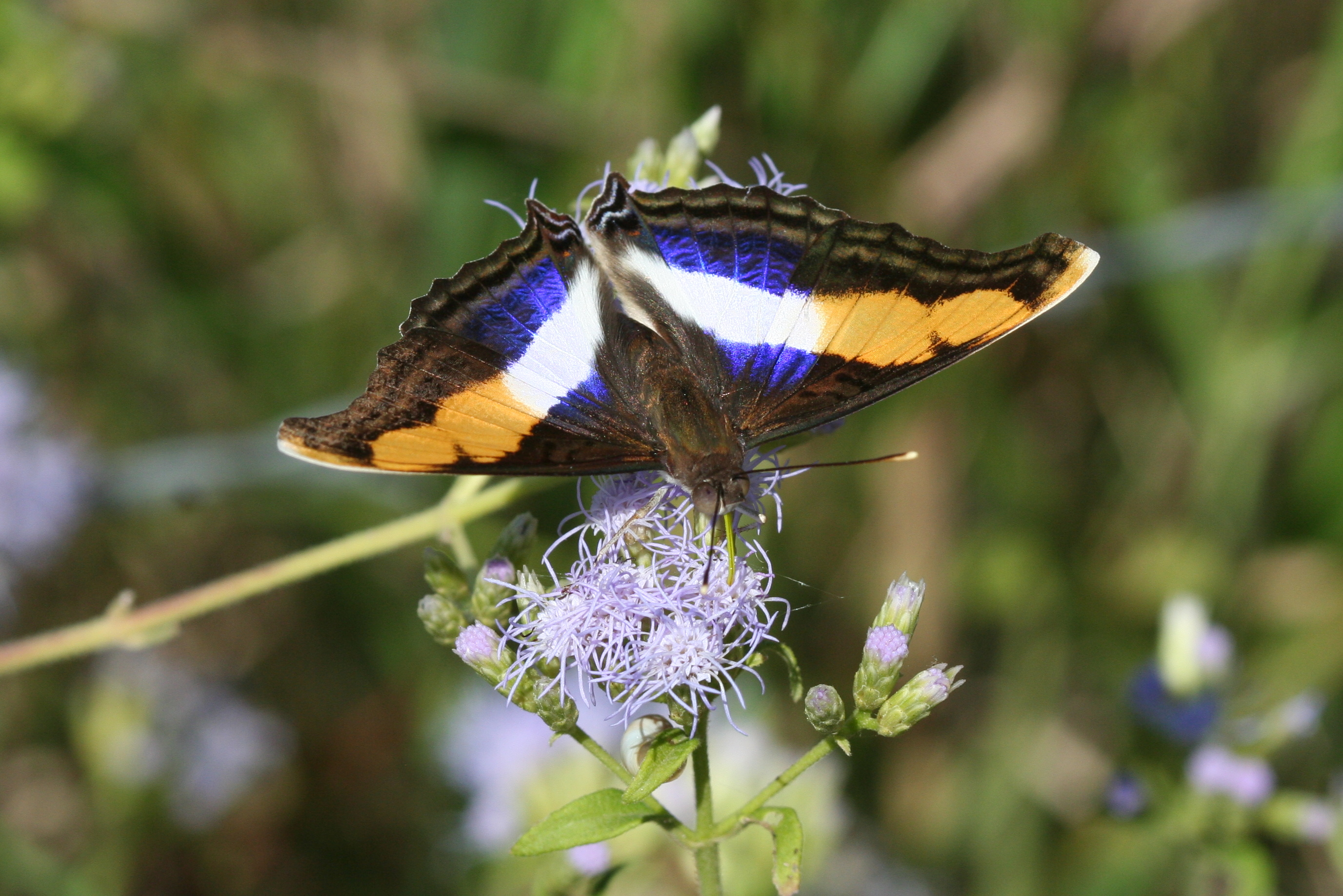
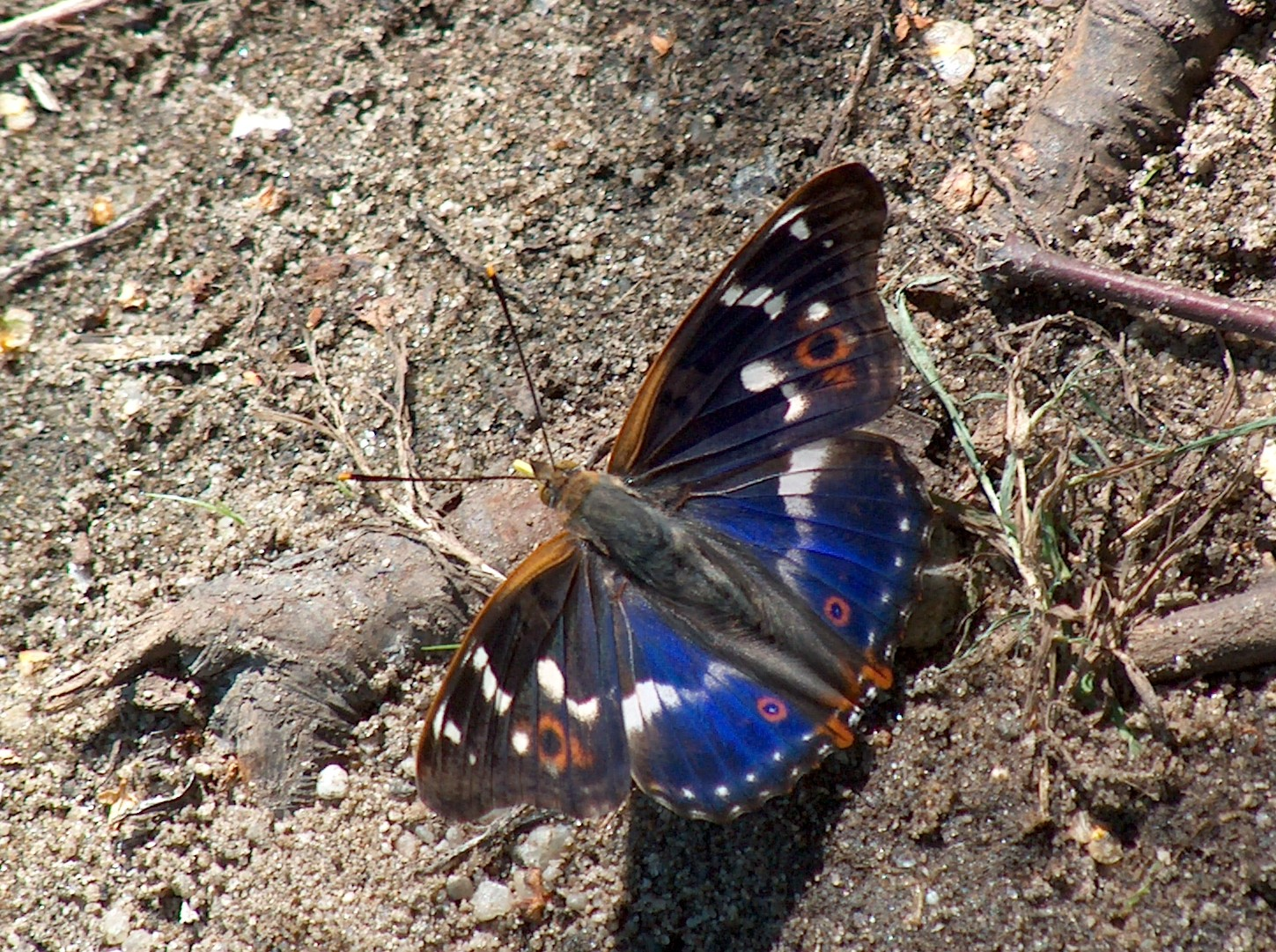
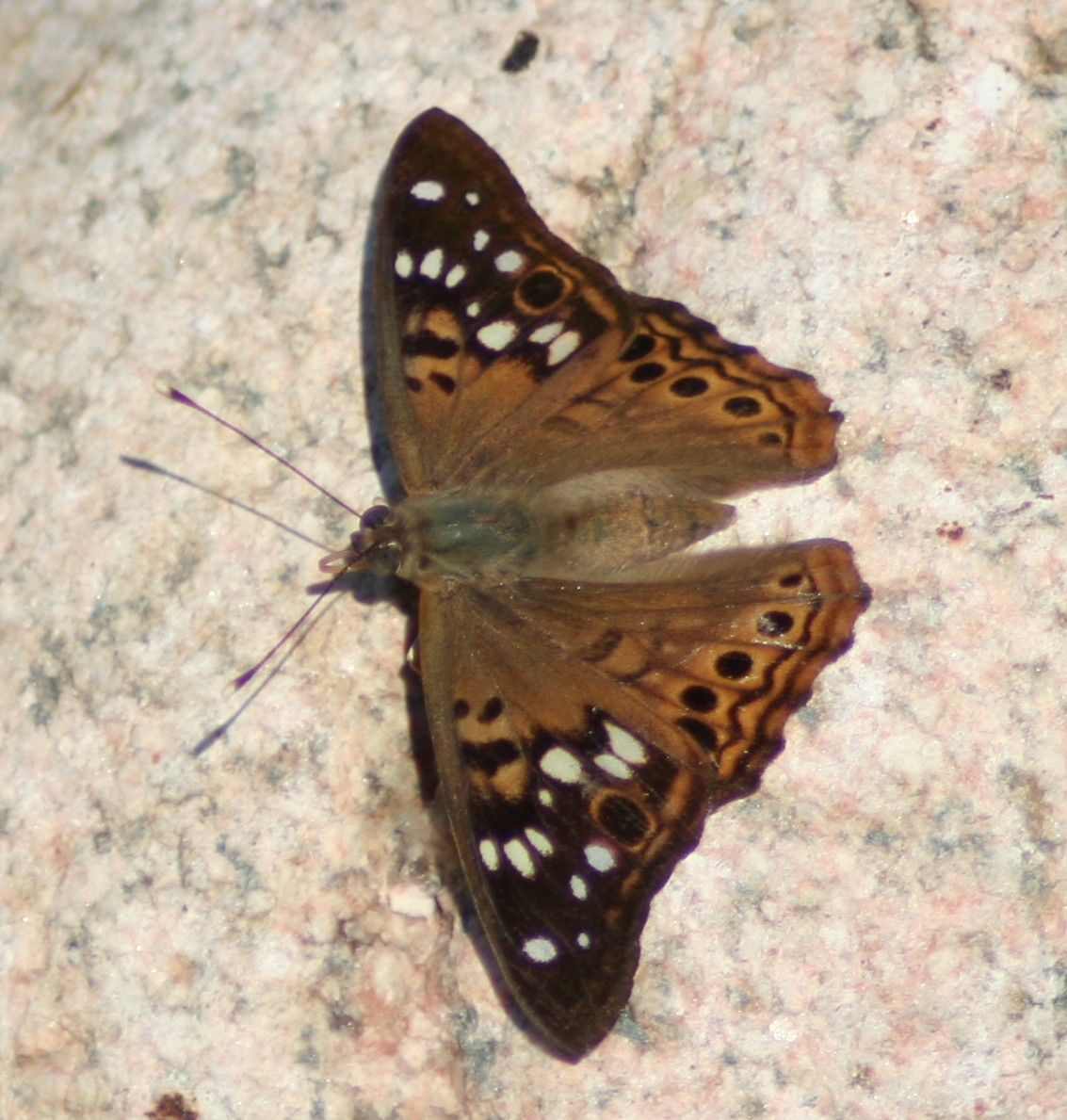
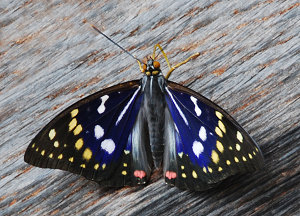
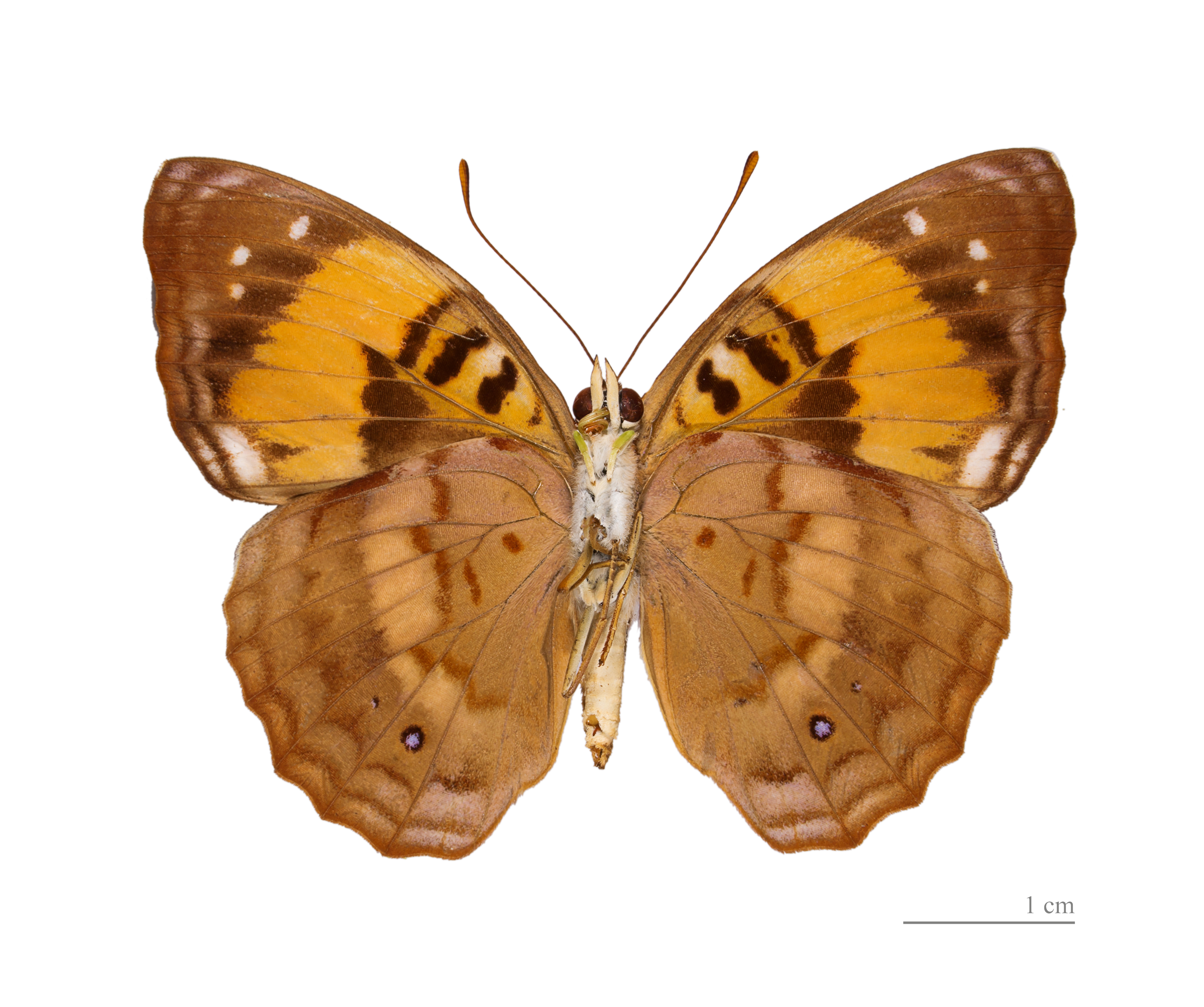
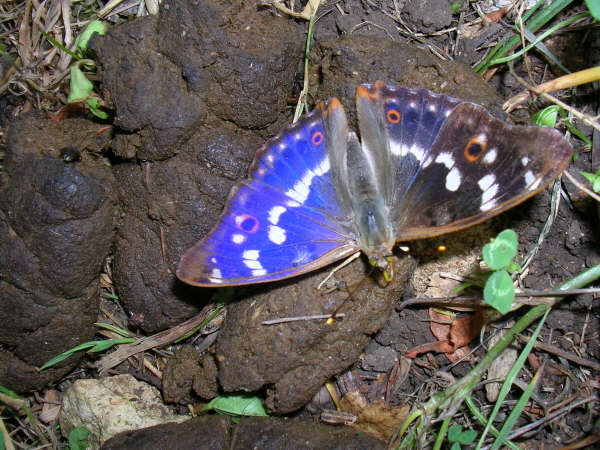
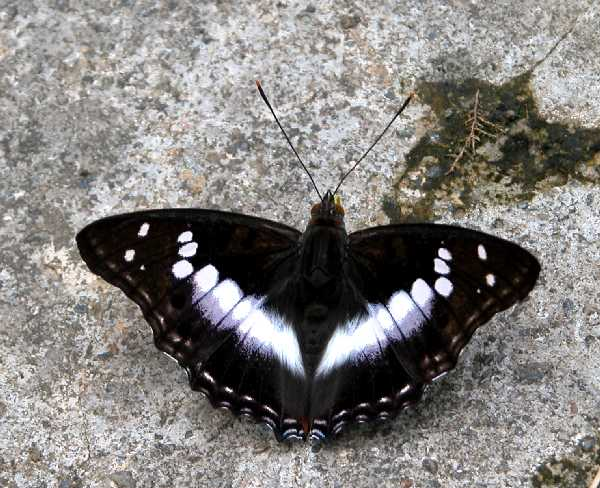

## Các chi
Apatura

Apaturina

Apaturopsis

Asterocampa

Chitoria

Dilipa

Doxocopa

Euapatura

Eulaceura

Euripus

Helcyra

Herona

Hestina

Hestinalis

Mimathyma

Rohana

Sasakia

Sephisa

Thaleropis

Timelaea